# Itoplectis provocator
Itoplectis provocator är en stekelart som först beskrevs av André Seyrig 1935.  Itoplectis provocator ingår i släktet Itoplectis och familjen brokparasitsteklar. Inga underarter finns listade i Catalogue of Life.